# Пайгуано
Пайгуано (исп. Paiguano) — посёлок в Чили. Административный центр одноименной коммуны. Население посёлка — 952 человека (2002). Посёлок и коммуна входят в состав провинции Эльки и области Кокимбо.

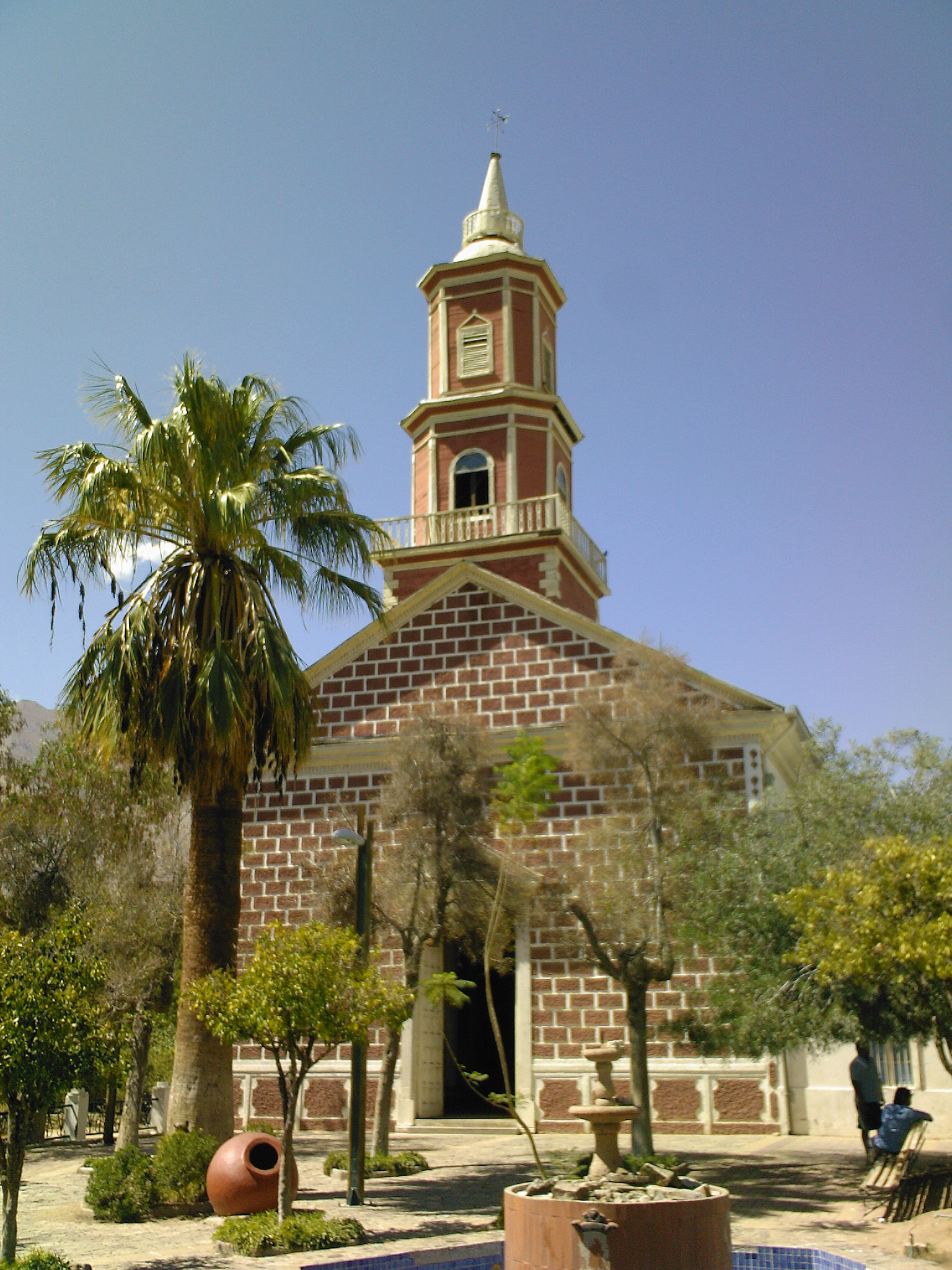
Церковь Монтегранде

Территория — 1 495 км². Численность населения — 4 497 жителя (2017). Плотность населения — 3,01 чел./км².

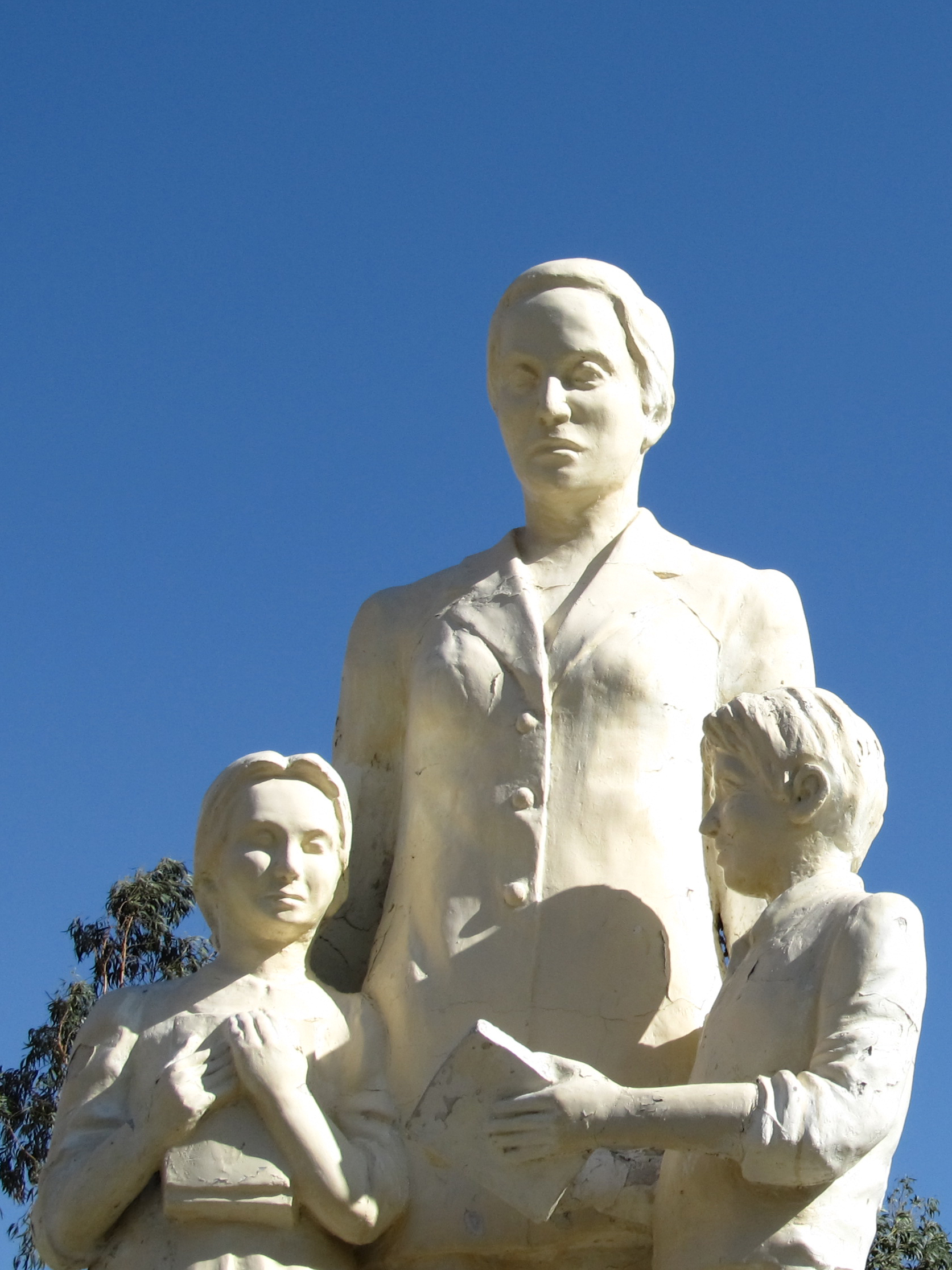
Памятник Габриеле Мистраль в городе Монтегранде.

## Расположение
Посёлок расположен в 70 км на восток от административного центра области города Ла-Серена на берегу реки Эльки.
Коммуна граничит:
- на севере — коммуна Викунья
- на востоке — коммуна Викунья
- на юго-востоке — провинция Сан-Хуан (Аргентина)
- на юго-западе — коммуна Рио-Уртадо
- на западе — коммуна Викунья

## Демография
Согласно сведениям, собранным в ходе переписи 2017 г. Национальным институтом статистики (INE), население коммуны составляет:
| Полное население                          | Полное население                          | Полное население                          | Полное население                          | Полное население                          | 4 497 |
| ----------------------------------------- | ----------------------------------------- | ----------------------------------------- | ----------------------------------------- | ----------------------------------------- | ----- |
| в том числе:                              | Городское население                       | 0                                         | Процент городского населения, %           | 0,00                                      |       |
|                                           | Сельское население                        | 4 497                                     | Процент сельского населения, %            | 100,00                                    |       |
|                                           | Мужское население                         | 2 240                                     | Процент мужского населения, %             | 49,81                                     |       |
|                                           | Женское население                         | 2 257                                     | Процент женского населения, %             | 50,19                                     |       |
| Плотность населения, чел/км²              | Плотность населения, чел/км²              | Плотность населения, чел/км²              | Плотность населения, чел/км²              | Плотность населения, чел/км²              | 3,01  |
| Население коммуны в % к населению области | Население коммуны в % к населению области | Население коммуны в % к населению области | Население коммуны в % к населению области | Население коммуны в % к населению области | 0,59  |

| Динамика изменения населения коммуны | Динамика изменения населения коммуны | Динамика изменения населения коммуны | Динамика изменения населения коммуны |
| ------------------------------------ | ------------------------------------ | ------------------------------------ | ------------------------------------ |
| 1992                                 | 2002                                 | 2012                                 | 2017                                 |
| 3772                                 | 4168▲                                | 4256▲                                | 4497▲                                |

## Важнейшие населенные пункты[4]
| № | Населённый пункт | Населённый пункт (исп.) | Категория | Население чел. (2002) | На карте                        |
| - | ---------------- | ----------------------- | --------- | --------------------- | ------------------------------- |
| 1 | Пайгуано         | Paiguano                | поселок   | 952                   | 30°01′41″ ю. ш. 70°30′59″ з. д. |
| 2 | Писко-Эльки      | Pisco Elqui             | поселок   | 682                   | 30°07′23″ ю. ш. 70°29′35″ з. д. |
| 3 | Ла-Харилья       | La Jarilla              | поселок   | 221                   | 30°06′39″ ю. ш. 70°29′57″ з. д. |
| 4 | Эль-Ретиро-Норте | El Retiro Norte         | поселок   | 217                   | 30°10′58″ ю. ш. 70°29′00″ з. д. |
| 5 | Оркон            | Horcón                  | поселок   | 171                   | 30°11′45″ ю. ш. 70°29′08″ з. д. |
| 6 | Кебрада-де-Пинто | Quebrada de Pinto       | поселок   | 140                   | 30°04′02″ ю. ш. 70°29′34″ з. д. |
| 7 | Трес-Крусес      | Tres Cruces             | поселок   | 131                   | 29°59′45″ ю. ш. 70°31′58″ з. д. |
| 8 | Монтегранде      | Montegrande             | поселок   | 113                   | 30°05′38″ ю. ш. 70°29′40″ з. д. |
| 9 | Пуэнте-Негро     | Puente Negro            | поселок   | 111                   | 30°06′00″ ю. ш. 70°29′24″ з. д. |